# Artoriellula bicolor
Artoriellula bicolor är en spindelart som först beskrevs av Simon 1898.  Artoriellula bicolor ingår i släktet Artoriellula och familjen vargspindlar. Inga underarter finns listade i Catalogue of Life.